# グサン・マルトハルトノ
グサン・マルトハルトノ（Gesang Martohartono、1917年10月1日 - 2010年5月20日）は、ジャワ島中部出身のインドネシアのシンガーソングライター。インドネシア全国のみならず、日本やアジア各地、その他の地域でも知られる楽曲「ブンガワン・ソロ (Bengawan Solo)」の作曲者である。この曲は、ジャワの音楽のスタイルのひとつであるクロンチョンとほぼ同義といってよいほど、その代表曲となっている。マルトハルトノは、もっぱら名だけのグサン (Gesang) として知られていた。

## 経歴
グサンは、インドネシアのスラカルタ（別名：ソロ Solo）に生まれた。父はバティック（ろうけつ染めの布地）を扱う仕事をしていたが、グサンがまだ十代のころに破産し、一家は貧困の淵に沈んだ。グサンは、十代から友人たちとバンドを組んで演奏活動をした。音楽は独学で、記譜法は身につけないままであったが、楽曲を作り、地元でおこなわれる結婚式やその他の公的行事の場などで歌い、自らと家族の生計を支えた。作曲した曲は、楽譜ではなく、竹笛の音階を数字で記すという方法で記録していた。
第二次世界大戦中、オランダ領東インドを日本が占領していた1940年、23歳の貧しいミュージシャンだったグサンは、竹笛を使って「ブンガワン・ソロ」を作曲したが、それはジャワ独特のコード進行と西洋化されたボーカルのスタイルや楽器の編成、旋律を結びつけた地元の音楽伝統であるクロンチョンというポピュラー音楽の都市的様式に則ったものであった。この様式は、この地域にポルトガルが影響を及ぼした17世紀に遡る歴史をもっていた。
グサンは、その歌詞を、スラカルタの川から着想した。ブンガワン・ソロ、つまりソロ川は、水運や農業に利用される、ジャワ島で最も長い水路である。グサンにとって、この川は困難な時代にあってなお営々と継続するジャワ文化を象徴するもののように思われた。後年、グサンは、「私は子どもの頃から、永遠の存在であるブンガワン・ソロを讃える歌を書きたいと夢見ていた」と自ら語った。
グサンが「ブンガワン・ソロ」をレパートリーに加えると、程なくしてこの曲は地元のジャワ人コミュニティで広く人気を博するようになった。吹き込まれた楽曲がラジオで流れるようになると、全国的にも有名になった。日本占領時期、グサンは日本軍の慰問団にも参加して、ジャワ島内の各地を回っていた。「ブンガワン・ソロ」は、占領軍の日本人たちの間でも愛好され、歌詞を日本語に翻訳して歌う者も出てきた。また、日本が設けた捕虜収容所に囚われていたジャワ人以外の、おもにオランダ人の民間人たちの間でも、その多くがインドネシア語を解したこともあり、人気を博した。素朴で、懐古的な歌詞と、ポピュラー音楽らしい旋律は、長らく当地に居住していた人々や、故郷を懐かしむ兵士たちにも、強く訴えるものがあった。
第二次世界大戦が終わると、帰国していく大日本帝国陸軍の兵士たちが、この曲を日本に持ち帰った。戦中の1943年にボルネオのサマリンダに慰問に行った藤山一郎は現地の楽団が演奏するブンガワン・ソロの美しさに驚き、楽長のチョン・ロックという華僑から曲を教わり、帰国後日本に紹介した。敗戦後の暗い時代、「ブンガワン・ソロ」は社会の雰囲気に合致した。この曲の名声は、日本中に急速に広まり、松田トシが1947年に吹き込んだ録音を皮切りに、当時の人気歌手たちが次々のこの曲を取り上げた。1951年にはこの曲を主題歌に映画『ブンガワンソロ』も製作された。その後も、ときおり人気歌手たちが取り上げ続けたこともあり、この曲は日本においてインドネシアの音楽の代名詞となり、多くの日本人たちは、これが何百年も前の伝統的な民謡であろうと考えた。
1980年代には、日本でもグサンが「ブンガワン・ソロ」の作者であることが知られるようになったが、インドネシアがベルヌ条約に加盟していないこともあり、グサンに著作権料が支払われることはなかった。
1980年には初めて日本を訪れた。1988年には日本とインドネシアの友好団体の招きで来日した。その後、1990年には、国際花と緑の博覧会の会場で日本で初めての公演をおこない、1991年にも大阪市で公演した。1994年にも来日して、公演をおこなった。
「ブンガワン・ソロ」は、他のアジア諸国でも様々な形で取り上げられた。また、世界中のミュージシャンたちが、何度も新たな解釈によって取り上げ続けている。
グサンは、生まれた町に留まり続け、作曲家、歌手として活動し続け、その名声は何十年にもわたって広がっていった。彼はスラカルタのクロンチョンを代表する、長老格の大物と目されるようになったが、その間に、かつて卑しく、猥雑なものとも見なされていたこの音楽は、尊敬に値する、むしろ些か堅苦しい古い様式と見られるようになっていた。
1989年にグサンを訪ねた作詞家もず唱平によると、当時のグサンは、「十坪ほどの棟割り長屋で、猫の額ほどの庭にニワトリ三羽を放し飼いにして、独り住まい」していたという。
1991年、旧日本兵のグループが、グサンの等身大の立像をスラカルタの公園に建て、戦時下に文化の壁を超えた「ブンガワン・ソロ」の作曲者を讃えた。
グサンは、1990年代末ころに音楽活動から引退し、郷里の「小さな平屋建ての家で姪夫婦と暮らしていた」。

## 病死
2010年5月12日以降、グサンは病のために入院した。彼は意識を失い、郷里スラカルタのムハンマディヤ病院 (Muhammadiyah Hospital) の集中治療室に入ったと報じられた。彼は最後は餓死し、5月18日に死去したとも報じられたが、彼の家族はこれを否定した。入院から8日後の5月20日、グサンは病院で、92歳で死去した。彼は遺産の全額を慈善事業「Music in Youth」に遺贈した。